# Zlatko Junuzović
Zlatko Junuzović (sârba chirilică: Златко Јунузовић, n. 26 septembrie 1987, Lozica, RSF Iugoslavia) este un fotbalist austriac de origine bosniacă, care în prezent joacă la Werder Bremen în Bundesliga pe postul de mijlocaș.

## Cariera de jucător
Junuzović a debutat în lumea fotbalului la vârsta de 17 ani pentru Grazer AK în Bundesliga în primăvara anului 2005. În 2006 a fost selectat la echipa mare și a devenit un titular constant la echipa de club. În vara anului 2007, s-a transferat la SK Austria Kärnten, urmând să semneze cu FK Austria Viena în vara anului 2009.
În 2010, Junuzović a primit două premii după performanțele sale la Austria Viena și echipa națională: antrenorii din Bundesliga l-au votat fotbalistul austriac al anului, iar suporterii naționalei l-au votat "Jucătorul anului".
În ianuarie 2012, Junuzović s-a alăturat clubului german din Bundesliga, SV Werder Bremen, semnând un contract pe trei ani și jumătate. În februarie 2015, clubul a anunțat că Junuzović și-a prelungit contractul până în iunie 2018.
Terminând sezonul 2014-2015 cu șase goluri și 15 pase decisive – doar Kevin De Bruyne și Thomas Müller au avut mai multe –, Junuzović a fost votat "Jucătorul sezonului" de către fanii clubului.

## Cariera internațională
Junuzović a jucat pentru echipa națională de tineret a Austriei la Campionatul Mondial din 2007, unde au obținut locul patru. El a debutat la echipa de seniori în martie 2006 într-un meci amical contra Canadei.

### Goluri internaționale
| # | Data               | Stadion                                   | Adversar          | Scor | Rezultat | Competiție                                   |
| - | ------------------ | ----------------------------------------- | ----------------- | ---- | -------- | -------------------------------------------- |
| 1 | 7 octombrie 2011   | Dalga Arena, Baku, Azerbaidjan            | Azerbaidjan       | 4–1  | 4–1      | Preliminariile Euro 2012                     |
| 2 | 1 iunie 2012       | Tivoli Neu, Gelsenkirchen, Germania       | Ucraina           | 1–0  | 3–2      | Meci amical                                  |
| 3 | 11 septembrie 2012 | Stadionul Ernst-Happel, Viena, Austria    | Germania          | 1–2  | 1–2      | Calificările pentru Campionatul Mondial 2014 |
| 4 | 22 martie 2013     | Stadionul Ernst-Happel, Viena, Austria    | Insulele Feroe    | 4–0  | 6–0      | Calificările pentru Campionatul Mondial 2014 |
| 5 | 27 martie 2015     | Stadionul Rheinpark, Vaduz, Liechtenstein | Liechtenstein     | 4–0  | 5–0      | Preliminariile Euro 2016                     |
| 6 | 5 septembrie 2015  | Stadionul Ernst-Happel, Viena, Austria    | Republica Moldova | 1–0  | 1–0      | Preliminariile Euro 2016                     |

## Palmares

### Individual
- Fotbalistul austriac al anului: 2010[4]

## Statistici
La 13 septembrie 2015.
| Club               | Sezon         | Campionat     | Campionat | Campionat | Cupă    | Cupă   | Europa  | Europa | Total   | Total  |
| Club               | Sezon         | Divizie       | Meciuri   | Goluri    | Meciuri | Goluri | Meciuri | Goluri | Meciuri | Goluri |
| ------------------ | ------------- | ------------- | --------- | --------- | ------- | ------ | ------- | ------ | ------- | ------ |
| Grazer AK          | 2004–05       | Bundesliga    | 4         | 0         | —       | —      | —       | —      | 4       | 0      |
| Grazer AK          | 2005–06       | Bundesliga    | 32        | 4         | 1       | 0      | 4       | 1      | 37      | 5      |
| Grazer AK          | 2006–07       | Bundesliga    | 34        | 5         | 2       | 0      | —       | —      | 36      | 5      |
| Grazer AK          | Total         | Total         | 70        | 9         | 3       | 0      | 4       | 1      | 77      | 10     |
| SK Austria Kärnten | 2007–08       | Bundesliga    | 28        | 2         | —       | —      | —       | —      | 28      | 2      |
| SK Austria Kärnten | 2008–09       | Bundesliga    | 29        | 1         | 1       | 1      | —       | —      | 30      | 2      |
| SK Austria Kärnten | Total         | Total         | 57        | 3         | 1       | 1      | 0       | 0      | 58      | 4      |
| FK Austria Viena   | 2009–10       | Bundesliga    | 30        | 6         | 1       | 0      | 8       | 0      | 39      | 6      |
| FK Austria Viena   | 2010–11       | Bundesliga    | 33        | 9         | 3       | 1      | 3       | 1      | 39      | 11     |
| FK Austria Viena   | 2011–12       | Bundesliga    | 19        | 6         | 2       | 1      | 12      | 0      | 33      | 7      |
| FK Austria Viena   | Total         | Total         | 82        | 21        | 6       | 2      | 23      | 1      | 111     | 24     |
| SV Werder Bremen   | 2011–12       | Bundesliga    | 15        | 0         | —       | —      | —       | —      | 15      | 0      |
| SV Werder Bremen   | 2012–13       | Bundesliga    | 30        | 3         | 1       | 0      | —       | —      | 31      | 3      |
| SV Werder Bremen   | 2013–14       | Bundesliga    | 26        | 2         | 1       | 0      | —       | —      | 27      | 2      |
| SV Werder Bremen   | 2014–15       | Bundesliga    | 33        | 6         | 2       | 0      | —       | —      | 35      | 6      |
| SV Werder Bremen   | 2015–16       | Bundesliga    | 4         | 2         | 1       | 0      | —       | —      | 5       | 2      |
| SV Werder Bremen   | Total         | Total         | 98        | 13        | 5       | 0      | 0       | 0      | 103     | 13     |
| Total carieră      | Total carieră | Total carieră | 307       | 46        | 15      | 3      | 27      | 2      | 349     | 51     |